# Daniela Kovářová
Daniela Kovářová (rozená Šindlerová, * 17. listopadu 1964 Ostrava) je česká právnička, politička a spisovatelka, advokátka se specializací na rodinnou problematiku, bývalá ředitelka Justiční akademie a v letech 2009–2010 ministryně spravedlnosti České republiky ve Fischerově vládě. Od ledna 2018 je prezidentkou Unie rodinných advokátů, od roku 2022 je rovněž senátorkou za obvod č. 7 – Plzeň-město.

## Životopis

### Mládí a studium
Studovala na Gymnáziu Jízdárenská v Ostravě. V roce 1987 absolvovala Právnickou fakultu J. E. Purkyně v Brně (v současnosti Masarykova univerzita). V letech 1987–1989 byla kandidátkou Komunistické strany Československa. Přihlášku podala protože jak sama uvedla: „.. nabídl mi to starší spolužák na fakultě, který vypadal jako řecký bůh, s nádherně řezanými rysy. Já jsem se cítila poctěna.” 

### Advokacie
V letech 1990–2008 měla advokátní kancelář v Plzni, specializovanou v oborech trestního práva, rodinného práva a smluvní agendy. Mezi lety 1999–2005 působila jako předsedkyně Sekce pro trestní právo a obhajobu České advokátní komory (ČAK). V období 2005–2008 byla předsedkyní Výboru pro výchovu a vzdělávání ČAK. Od května 2008 do února 2011 byla ředitelkou Justiční akademie, vzdělávací instituce pro soudce, státní zástupce a další zaměstnance rezortu justice.
Poté, co skončila ve funkci ministryně spravedlnosti, se vrátila do advokacie a zaměřuje se především na rodinné právo a související oblasti. Přednáší rodinnou a advokátní problematiku a mezilidské vztahy, publikuje v odborném i populárním tisku a popularizuje právo na veřejnosti. Věnuje se také pedagogické činnosti, učila na Vysoké škole mezinárodních a veřejných vztahů a od roku 2017 vyučuje mediaci v Ústavu práva a právní vědy. Byla šéfredaktorkou odborného časopisu Rodinné listy (2011–2016), od roku 2017 stojí v čele jeho redakční rady. 
V oboru rodinného práva získala ocenění Právník roku za rok 2016. Počátkem roku 2018 založila Unii rodinných advokátů – odborný spolek, jehož cílem je podpora rodiny a mimosoudního řešení rodinných sporů. Úzce spolupracuje s Českou advokátní komorou v oblasti dalšího vzdělávání advokátů. Od roku 2018 stojí v čele sekce rodinného práva ČAK. V květnu 2023 obdržela anticenu Zlatý bludný balvan Českého klubu skeptiků Sisyfos v kategorii jednotlivců za rok 2022 za „nenormální právní guláš uvařený nad doutnajícími ostatky rodinného práva“.
Během pandemie covidu-19 se zapojila do veřejné činnosti. V březnu 2020 iniciovala vznik bezplatné koronaporadny při Unii rodinných advokátů, která zapojila 70 odborníků (advokátů, zdravotníků, psychologů apod.) a do listopadu 2021 vyřešila 10 000 telefonických a 15 000 mailových dotazů. Roku 2021 založila a stala se mluvčí skupiny Covid a právo, která nabídla pomoc ministerstvu zdravotnictví s cílem zvýšit právní kvalitu přijímaných restriktivních opatření.

### Ministryně spravedlnosti
Po pádu druhé vlády Mirka Topolánka na jaře 2009 byla ODS nominována do úřadu ministryně spravedlnosti ČR, který pak vykonávala ve vládě Jana Fischera do června 2010. Po většinu tohoto času byla také předsedkyní Legislativní rady vlády. Na sklonku své ministerské činnosti byla mezi šesti osobami navrženými v Senátu do funkce Veřejného ochránce práv; ve druhém kole tajných senátních voleb skončila čtvrtá s deseti hlasy, čímž se nedostala mezi dva senátní nominanty na funkci.
Během svého třináctiměsíčního působení ve funkci ministryně spravedlnosti podala 112 stížností pro porušení zákona. Několik z těchto stížností bylo značně kontroverzních, neboť byly v rozporu s názorem odborníků ministerstva a souhlasného stanoviska příslušných státních zastupitelství. Nejvyšší soud přijal zhruba 90 % stížností, které Kovářová podala. Sama Kovářová vyvrátila, že by některé z obviněných v kauzách, proti kterým podávala stížnosti, znala. V této souvislosti získal největší pozornost případ Josefa Blažka a Rudolfa Tesárka, kteří v roce 2008 odcizili 74 milionů korun z auta bezpečnostní agentury. Kovářová jim nechala přerušit desetiletý trest odnětí svobody, který si již odpykávali dva roky ve vězení. Po propuštění z vězení oba prchli do zahraničí. Stížnost Kovářové stáhl její nástupce ve funkci ministra spravedlnosti Jiří Pospíšil. Policie oba muže zatkla v květnu 2011 v Thajsku. Téhož roku začala okolnosti kolem podané stížnosti k tomuto případu vyšetřovat protikorupční policie, kvůli podezření z úplatkářství. Kovářová to odmítla a její verzi také posléze potvrdila policie. V roce 2013 byl v této kauze pravomocně za nadržování k podmínce odsouzen soudce Vlastimil Matula, který připravil materiály pro podání stížnosti. Kovářová k této záležitosti vypověděla, že dostávala asi dvě stě dokumentů denně, důvěřovala proto svým podřízeným, protože nebylo v jejích silách prověřovat každý z předložených materiálů.

### Senátorka
Ve volbách do Senátu PČR v roce 2022 kandidovala jako nezávislá kandidátka v obvodu č. 7 – Plzeň-město. V prvním kole získala 21,96 % hlasů, a postoupila tak z 2. místa do druhého kola. V něm poměrem hlasů 54,06 % : 45,93 % porazila kandidáta navrženého koalicí SPOLU (tj. ODS, KDU-ČSL a TOP 09) Karla Naxeru, a získala tak mandát senátorky.
V Senátu působí jako nezařazená senátorka a je členkou Ústavně-právního výboru. Je také členkou nově vzniklého Podvýboru pro rodinu Výboru pro sociální politiku, jehož předsedkyní je Jitka Chalánková. Spolu s ní Kovářová na první schůzi podvýboru představila návrh udělování ceny za věrnost pro manžele. Podle Kovářové měly být příkladné manželské páry, které spolu vydržely 70, 60 a 50 let, oceňovány zlatou, stříbrnou a bronzovou plaketou „Za věrnost”. Návrh obhajovala jako důležité ocenění, kdy se „státní orgán postaví za ty, díky nimž je svět pořád ještě trochu normální”. Na sociálních sítích se však stal terčem kritiky a senátní podvýbor pro rodinu oceňování věrných manželství nepodpořil. Kovářová k tomu uvedla, že se její kolegové „zalekli mediální hysterie”. Dále uvedla, že má již vlastní plán jak tento návrh realizovat bez podpory státu.
Během prezidentských voleb v roce 2023 podpořila kandidaturu Libora Hrančíka, bývalého kandidáta za ultranacionalistickou Národní demokracii a podporovatele ruské invaze na Ukrajinu. Hrančíka kromě Kovářové podpořil také senátor Jaroslav Doubrava, kterému však v době voleb již skončil mandát.

## Spolky
Od roku 1995 je členkou Mensy ČR, mezi zářím 1998 a červnem 2001 byla členkou Rady Mensy ČR a mezi říjnem 1999 a červnem 2000 místopředsedkyní správní rady „mensovního“ Osmiletého gymnázia Buďánka. Je členkou Obce spisovatelů a byla její tiskovou mluvčí (2015–2018). Je také členkou Střediska západočeských spisovatelů.

## Soukromý život
Je vdaná za Martina Kováře, generálního ředitele nábytkářské firmy Jitona. Bydlí spolu ve Štěnovicích u Plzně a mají dvě dospělé děti.

## Názory a kontroverze

### Emancipace žen, vztahy žen a mužů
Podpořila tradiční manželství muže a ženy. V roce 2017 kritizovala hnutí Me Too, bojující proti sexuálnímu obtěžování žen. Podle Kovářové bylo MeToo v České republice nafouknutou bublinou a „dívky se dnes berou příliš vážně a pak se jich všechno dotkne”. Magazínu Reflex sdělila, že za sexuální obtěžování si ženy často mohou samy a „kampaň” MeToo podle ní symbolizovala stav, že se máme až moc dobře, a litovala mladé muže. O rok později uvedla v pořadu Události, komentáře: „Sexuální obtěžování je přirozená věc, kterou podnikali naši předkové, a kdyby ji nepodnikali, tak tady nebudeme.“ Advokátka Lucie Hrdá, věnující se pomoci obětem sexuálního násilí v pořadu Prostor X uvedla, že názory Kovářové jakožto veřejného činitele (senátorky) byly neetické a vůči ženám škodlivé. Opakovaně se vyjádřila k záporům ženské emancipace, když uvedla, že se ve své právnické praxi setkává s kariérně úspěšnými emancipovanými ženami, které jsou nešťastné, protože jsou samy a muži se jich bojí.
V prosinci 2021 přednášela na téma „Klady a zápory ženské emancipace” na Právnické fakultě Univerzity Karlovy, což vyvolalo negativní reakce u některých studentů, kteří napsali vedení fakulty dopis. V otevřeném dopise bylo uvedeno, že se přednáška Kovářové opírala „pouze o nepodložené domněnky, postrádala akademickou úroveň a strukturu” a obsahovala „nemálo genderových stereotypů”. Dále žádali vedení, aby v budoucnu uvážilo pozvání odborníků, kteří se tématem zabývají na odborné úrovni. Kovářová proti tomu uvedla, že akademická půda by měla sloužit svobodomyslným názorům a unést i provokativní otázky, nikoli omezovat diskuzi. Zároveň uvedla, že ji mrzí, že kultura rušení (cancel culture) dorazila i do Česka. Vedení Právnické fakulty se vyjádřilo, že nenese odpovědnost za obsah vystoupení Daniely Kovářové na konferenci, a že se zabývá otázkou genderové rovnosti a respektujícího prostředí na fakultě.

### Příroda a životní prostředí
Odmítavý postoj vyjádřila vůči opatřením na ochranu planety. V roce 2022 sdělila, že by zakázala Zelenou dohodu pro Evropu, tzv. Green Deal, pro jeho finanční nákladnost. V pořadu Prostor X televize Stream.cz uvedla, že globální oteplování není faktem, ale tématem k diskuzi. Pro Reflex prohlásila: „S přírodou je třeba bojovat, a ne ji chránit. Příroda je ohromně silná a lidská činnost je vlastně kultivačního charakteru.“

### Dezinformace a hoaxy
Vyhranila se proti blokaci dezinformačních webů, protože by tím byla porušena svoboda slova.
V květnu 2023 na senátním semináři Svoboda projevu a po projevu, jehož konání iniciovala, se vymezila proti „omezování svobody slova, skandalizaci, nálepkování, vylučování z veřejného prostoru slovy dezolát, chcimír, odpírač“. Semináře se zúčastnili například Tomáš Jirsa, Nina Nováková, Jiří Čunek, Aleš Juchelka, Jiří Kobza, Jan Jirák, Hana Lipovská a Jana Bobošíková.

### Ruská invaze na Ukrajinu
V říjnu 2023 označila únosy ukrajinských dětí do Ruska za evakuace. „Nevím o tom, že by proběhlo hodnověrné seriózní šetření. Nemám k dispozici data, čísla, zprávy nezávislých pozorovatelů,“ tvrdila při projevu v Senátu.
Dne 19. března 2025 vyvolalo vlnu odporu její vystoupení na schůzi Senátu Parlamentu ČR. Mimo jiné uvedla: „Některé z vás děsí Putin. Je to zvláštní. Mě Putin neděsí. Možná je to tím, že jsem z Ostravy a v době, kdy jsem se narodila, sahalo Rusko skoro až k Ostravě. Dneska je mnohem menší.” … „Já tady ztělesňuji tu část veřejnosti, která se prostě nebojí, že by Putin za dva za čtyři roky skončil na Staroměstském náměstí. Já se toho nebojím. Protože jestli je Putin tak silný, tak už měl dávno vyhrát válku na Ukrajině”. Naopak ji děsily „hordy migrantů”, dekarbonizace a hrozba islamizace. V reakci na vystoupení vyjádřila senátorka Miroslava Němcová zhnusení na adresu Kovářové.

## Literární činnost
Daniela Kovářová pravidelně publikuje články a komentáře v odborném i denním tisku. Od roku 2009 do začátku roku 2012 byla členkou redakční rady časopisu Státní zastupitelství. Je autorkou řady odborných článků, samostatných odborných publikací a také spoluautorkou několika odborných komentářů. Napsala také 18 beletristických knih, jejichž tematikou jsou převážně sex a vztahy. První dvě knihy povídek vydala pod pseudonymem Ida Sebastiani, což je rodné jméno její italské babičky.

### Knihy
- Rétorika aneb Jak dobře mluvit, jednat a komunikovat, Raabe, 2008 (spoluautorka Alena Špačková)
- Minutové povídky, Triton, 2008 (pod pseudonymem Ida Sebastiani)[47]
- Láskyplné povídky, Nová vlna, 2009 (pod pseudonymem Ida Sebastiani)[46]
- Můj flirt s politikou aneb Příručka pro ministryně, Mladá fronta, 2010
- Nebe Peklo Ráj, Mladá fronta, 2011
- Oko za oko, Mladá fronta, 2011
- Sbohem, cizinko, Mladá fronta, 2012
- Jak se dělá štěstí, Nová vlna, 2013
- Advokátka v šoku, Mladá fronta, 2014
- Vyživovací povinnost po rekodifikaci, Leges, 2014
- Právo a cestovní ruch II. – Kompendium judikatury, Havlíček Brain Team, 2014 (spoluautorka Blanka Havlíčková)
- Mrtvá z golfového hřiště, Mladá fronta, 2015
- Dědické právo podle nového občanského zákoníku, Leges, 2015
- Smrt v justičním paláci, Mladá fronta, 2016
- Jak se žije padesátkám aneb Čarodějnice neupalovat, Mladá fronta, 2017 (spoluautor Radim Uzel)
- Jak chovat muže aneb Manuál pro otrlé, Mladá fronta, 2018
- Podivné povídky, Leges, 2018
- Moje republika 1918–2018, Havlíček Brain Team, 2018 (kolektiv autorů)
- Jak hubnout a nezblbnout aneb Peklo s kily navíc, Mladá fronta, 2019
- Komunikace s klientem jako hra... i ta má svá pravidla – Jak (ne)dělat advokacii, Wolters Kluwer, 2019
- Tajemství v českém právním řádu, Leges, 2019 (kolektiv autorů)
- Jak přežít krizi v rodině, Euromedia Group, 2020 (spoluautor Jaroslav Maxmilián Kašparů)
- Matkovražedkyně – Ironický román o zločinu, Mladá fronta, 2020
- Pivař a blondýna, Bondy, 2020 (spoluautor Ladislav Jakl)
- Advokát a jeho klient, Wolters Kluwer, 2021
- Vztahy aneb 7+1 osudových omylů, Pragma, 2021

### Literární ocenění
- 2014 – čestné uznání v kategorii Nejlepší humoristická kniha za knihu Advokátka v šoku, Cena Miloslava Švandrlíka

- 2015 – Cena Literární akademie Blinkr za nejlepší román roku za knihu Mrtvá z golfového hřiště
- 2015 – Cena Bohumila Polana za knihu Mrtvá z golfového hřiště
- 2017 – 3. místo, Cena Miloslava Švandrlíka za knihu Jak se žije padesátkám

- 2018 – 2. místo, Cena Miloslava Švandrlíka za knihu Jak chovat muže,
- 2018 – Nejprodávanější kniha nakladatelství Mladá fronta za Jak chovat muže